# William Darouiche
William Darouiche (* 9. April 1999) ist ein deutscher Basketballspieler.

## Laufbahn
Darouiche wuchs in München auf und spielte in der Jugend von Slama Jama Gröbenzell, beim FC Bayern München sowie an der Internationalen Basketball Akademie München. Im Herrenbereich sammelte beim Regionalligisten MTSV Schwabing Erfahrung.
In der Sommerpause 2017 wechselte Darouiche zum VfL Kirchheim in die 2. Bundesliga ProA. Nach einem Jahr, in dem er im Hemd der „Ritter“ neun Kurzeinsätze in der zweithöchsten deutschen Spielklasse bestritten hatte, verließ er Kirchheim und ging zum Regionalliga-Aufsteiger Baskets Wolmirstedt. Im Spieljahr 2019/20 bestritt er Spiele für den BC Hellenen München und die dritte Herrenmannschaft des FC Bayern München (beide 1. Regionalliga). In der Saison 2020/21 spielte er wieder in Gröbenzell (Bayernliga).